# Halcyon (album)
Halcyon è il secondo album in studio della cantante britannica Ellie Goulding, pubblicato il 5 ottobre 2012 dalla Polydor Records.

## Sviluppo
La maggior parte dei brani presenti nel disco sono stati scritti e prodotti con Jim Eliot (noto anche per il suo lavoro con Kylie Minogue e Ladyhawke) nei pressi di in un villaggio, dove la cantante è cresciuta, situato nella contea di Herefordshire. Le sessioni di registrazione sono invece avvenute in diversi studi musicali distribuiti tra il Regno Unito e il Nord America.

In'un'intervista avvenuta il 6 agosto 2012, la cantante ha spiegato l'ispirazione dietro il titolo del disco, affermando:

## Il disco
Halcyon è stato pubblicato il 5 ottobre 2012 dalla Polydor Records e registrato nel periodo 2011-2012, durante la promozione del disco d'esordio dell'artista. Esso incorpora diversi stili musicali, anche se è ramificato nel genere pop; la sua struttura musicale è completamente diversa rispetto al predecessore Lights il quale era caratterizzato da sonorità prettamente elettropop.
Generalmente, l'album ha ricevuto recensioni generalmente positive dai critici musicali contemporanei, che complimentano la maggiore aggressività dell'indole vocale della cantante. L'album ha debuttato al secondo posto della Official Albums Chart, vendendo 33,425 copie nella prima settimana. Nel mese di gennaio 2014, è in cima alle classifiche britannichiche, regalando ad Ellie il suo secondo album consecutivo in vetta.

## Tracce
1. Don't Say a Word – 4:07
2. My Blood – 3:54
3. Anything Could Happen – 4:46
4. Only You – 3:50
5. Halcyon – 3:24
6. Figure 8 – 4:07
7. JOY – 3:13
8. Hanging On – 3:21
9. Explosions – 4:03
10. I Know You Care – 3:26
11. Atlantis – 3:52
12. Dead in the Water – 4:43
13. I Need Your Love (Calvin Harris feat. Ellie Goulding) – 3:54

Tracce bonus dell'edizione britannica
1. The Ending – 4:41
2. High for This – 4:19

Tracce bonus nell'edizione internazionale di iTunes
1. Lights (Single Version) – 3:30

Tracce bonus nell'edizione di Tesco
1. Stay Awake – 3:28
2. Hanging On (feat. Tinie Tempah) – 4:13
3. Anything Could Happen (White Sea Remix) – 5:05
4. Hanging On (Draper Remix) – 5:25

### Deluxe Edition
1. Ritual – 3:50
2. In My City – 3:19
3. Without Your Love – 4:19
4. Hanging On (feat. Tinie Tempah) (Full Length Version) – 4:13
5. Lights (Pnau Remix) – 4:05
6. Lights (single version) – 3:30

Traccia bonus nell'edizione deluxe britannica
1. Paper Planes and Playground Games (short film) – 9:07

Tracce bonus nell'edizione deluxe australiana e statunitense
1. Hanging On (feat. Tinie Tempah) (Full Length Version) – 4:13
2. Lights (Single Version) – 3:30
3. Ritual – 3:50
4. In My City – 3:19
5. Without Your Love – 4:19
6. Anything Could Happen (Blood Diamonds Remix) – 4:58

### Ristampa del 2013
1. Don't Say a Word – 4:07
2. My Blood – 3:54
3. Anything Could Happen – 4:46
4. Only You – 3:50
5. Halcyon – 3:24
6. Figure 8 – 4:07
7. JOY – 3:13
8. Hanging On – 3:21
9. Explosions – 4:03
10. I Know You Care – 3:26
11. Atlantis – 3:52
12. Dead in the Water – 4:43
13. Burn – 3:51
14. Goodness Gracious – 3:46
15. I Need Your Love (Calvin Harris feat. Ellie Goulding) – 3:54
16. Lights (Single Version) – 3:30

Durata totale: 61:47

## Classifiche

### Classifiche settimanali
| Classifica (2012) | Posizione massima |
| ----------------- | ----------------- |
| Australia         | 16                |
| Austria           | 51                |
| Belgio (Fiandre)  | 41                |
| Belgio (Vallonia) | 53                |
| Canada            | 8                 |
| Danimarca         | 37                |
| Francia           | 85                |
| Germania          | 22                |
| Irlanda           | 1                 |
| Italia            | 74                |
| Norvegia          | 28                |
| Nuova Zelanda     | 3                 |
| Paesi Bassi       | 100               |
| Regno Unito       | 1                 |
| Stati Uniti       | 9                 |
| Svizzera          | 23                |

### Classifiche di fine anno
| Classifica (2012) | Posizione |
| ----------------- | --------- |
| Regno Unito       | 77        |
| Classifica (2013) | Posizione |
| Belgio (Fiandre)  | 53        |
| Irlanda           | 16        |
| Regno Unito       | 10        |
| Stati Uniti       | 118       |